# Couldn’t Have Said It Better
Couldn’t Have Said It Better (engl. für: Hätt's nicht besser sagen können) ist das achte Studioalbum des US-amerikanischen Rocksängers Meat Loaf. Es erschien 2003. Zum dritten Mal veröffentlichte Meat Loaf damit ein Album ohne einen Song von Jim Steinman.
Es erreichte Platz 11 der deutschen Albumcharts, Platz 4 der UK-Charts und Platz 85 der Billboard Charts. Es waren viele Songschreiber für das Album tätig, darunter Diane Warren und James Michael. Es wurden verschiedene Versionen des Albums veröffentlicht, einige mit Bonusmaterial.

## Tournee
Das Album wurde von einer ausverkauften Welttournee begleitet, die benutzt wurde, um das Album und einige von Meat Loafs größten Hits zu promoten. Am 17. November 2003, während des Auftrittes in der Londoner Wembley Arena kollabierte er, später wurde das Wolff-Parkinson-White-Syndrom diagnostiziert. In der folgenden Woche unterzog er sich einer Operation. Als Folge davon begrenzte Meat Loafs Versicherung seine Auftrittszeit pro Konzert auf maximal 1¾ Stunden.

## Titelliste
- Chapter One

1. Couldn’t Have Said It Better feat. Patti Russo – 7:03 (James Michael/Nikki Sixx)
2. Did I Say That? – 6:02 (James Michael)
3. Why Isn’t That Enough? – 4:00 (Jo Davidson)
4. Love You Out Loud – 4:10 (James Michael/Nikki Sixx)
5. Man of Steel – 4:42 (James Michael/Nikki Sixx)
6. Intermezzo – 1:28 (Peter Mokran)

- Chapter Two

1. Testify – 4:56 (Kevin Griffin)
2. Tear Me Down – 3:37 (Stephen Trask)
3. You’re Right, I Was Wrong – 3:44 (Diane Warren)
4. Because of You – 3:54 (Rick Jude/Steve Balsamo)
5. Do It! – 2:36 (Billy Rankin)
6. Forever Young – 5:05 (Bob Dylan)
7. Mercury Blues (Hidden Track) – 3:42 (KC Douglas / Robert L Geddins)
8. Bat out of Hell (Live Bonustrack) (nur UK Edition) – 11:25 (Jim Steinman)

### Australian Edition Bonus Special Live-CD
Die australische Veröffentlichung von Couldn’t Have Said It Better enthält eine Bonus Live-CD mit 6 Livesongs von der US-Tour 2003.
1. Life Is a Lemon and I Want My Money Back – 6:47 (Jim Steinman)
2. Tear Me Down – 4:00 (Stephen Trask)
3. Love You Out Loud – 4:34 (James Michael/Nikki Sixx)
4. I’d Do Anything For Love (But I Won’t Do That) – 10:32 (Jim Steinman)
5. Couldn’t Have Said It Better – 8:18 (James Michael/Nikki Sixx)
6. Bat Out of Hell – 11:47 (Jim Steinman)

### Special Edition Bonus-CD
Die spezielle Edition der UK- und internationalen Veröffentlichung enthält eine Bonus-CD mit 2 Videoclips und einer MP3-Datei zu Meat Loafs 1999 VH1 Storytellers DVD und CD, und ein Promovideo zu Did I Say That?.
1. I’d Do Anything For Love (Video von Meat Loaf Storytellers DVD) – 8:04 (Steinman)
2. A Kiss Is a Terrible Thing to Waste (Video von Meat Loaf Storytellers DVD) – 5:24 (Andrew Lloyd Webber / Jim Steinman)
3. Did I Say That? (Video) – 4:46 (James Michael)
4. Two Out of Three Ain’t Bad (Meat Loaf VH1 Storytellers DVD, MP3) – 4:47 (Jim Steinman)

## Singleauskopplungen
Drei Singles wurden ausgekoppelt, Did I Say That?, Couldn’t Have Said It Better und Man of Steel (nur in UK), alle mit mäßigem Charterfolg. Das meiste wurde durch schlechte Werbung seitens der Plattenfirma verursacht (ein Hauptkritikpunkt an Sanctuary Records, dem US-Label, das das Album veröffentlichte) und wenig tatsächlich vertriebenen Singles, vor allem in UK – dem größten Markt. Jedoch erreichte die Single Couldn’t Have Said It Better Platz 1 der englischen Rockcharts. 
- Did I Say That?: #18 in Deutschland
- Couldn’t Have Said It Better Myself: #80 in Deutschland, #31 in UK
- Man of Steel: #21 in UK

## Mitwirkende
- Meat Loaf – Gesang
- Patti Russo – Gesang bei Couldn’t Have Said it Better, Backing Vocal
- Michael Hart Thompson – Gitarre
- Tim Pierce – Gitarre
- Peter Mokran – Gitarre, Synthesizer, drum programming
- Kasim Sulton – Bass, Backing Vocal
- Mark Alexander – Klavier
- Tom Brislin – Klavier
- Aaron Zigman – Klavier
- Kenny Aronoff – Schlagzeug
- John Miceli – Schlagzeug
- Luis Conte – Percussion
- Dan Higgins – Tin Whistle
- Stephen Erdody – Cello
- Tony Flores – Dichtung
- Pearl Aday – Gesang bei Man of Steel, Backing Vocal
- Tanja Reichert – gesprochenes Intro bei Man of Steel
- Giselda Vatcky – gesprochene Zwischensequenz bei Tear Me Down
- Maxi Anderson – Backing Vocal
- Alexandra Brown – Backing Vocal
- Lynn Davis – Backing Vocal
- James Michael – Backing Vocal
- Todd Rundgren – Backing Vocal
- Rose Stone – Backing Vocal
- Eric Troyer – Backing Vocal